# 小笠原信興
小笠原 信興（おがさわら のぶおき）は、戦国時代から安土桃山時代にかけての武将。遠江高天神城主。「長忠」の名で知られるが、これは軍記物においてのみ見られる呼称で、初名は氏助で後に信興と改名している。『信長公記』は長忠と信興（氏助）を別人として扱っており、これにより後世の歴史書や研究・巷談において混乱が起きている。

## 生涯

### 生い立ち
信濃国小笠原氏の庶流である遠江国高天神小笠原氏の出身。高天神小笠原氏は信興の祖父である小笠原春義（春茂）の代に、当時の高天神城主であった福島氏が花倉の乱で没落したのと入れ替わりに駿河国今川氏の家臣として台頭した一族である。春茂の「春」の字は福島氏の通字であるが、以降の当主は今川氏の通字である「氏」を授与され、一門衆に準じて遇された。
信興の初名は「氏助」で、「氏」の通字を親子続けて授与されており、「助」は小笠原氏の通字であると考えられている。父・氏興は永禄11年（1568年）正月までに出家して馬伏塚城に隠居し、氏助が家督を継承した。

### 徳川家臣として

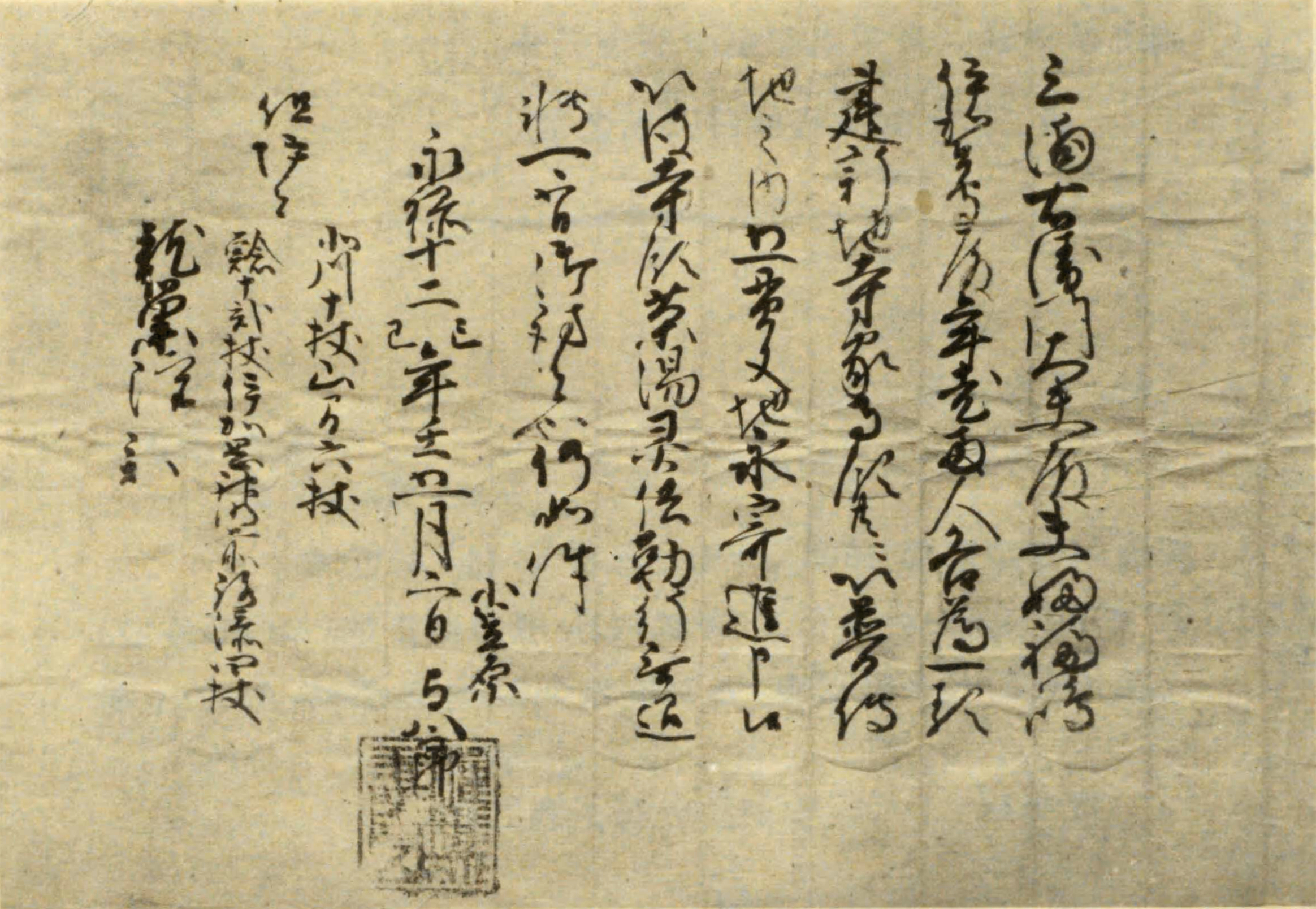
龍巣院への黒印状（『小笠原長忠黑印狀』永禄12年5月2日、龍巣院蔵）。なお『靜岡縣史料』ではこの文書を『小笠原長忠黑印狀』と表記しているが、文書の署名は「小笠原與八郞」と表記されている

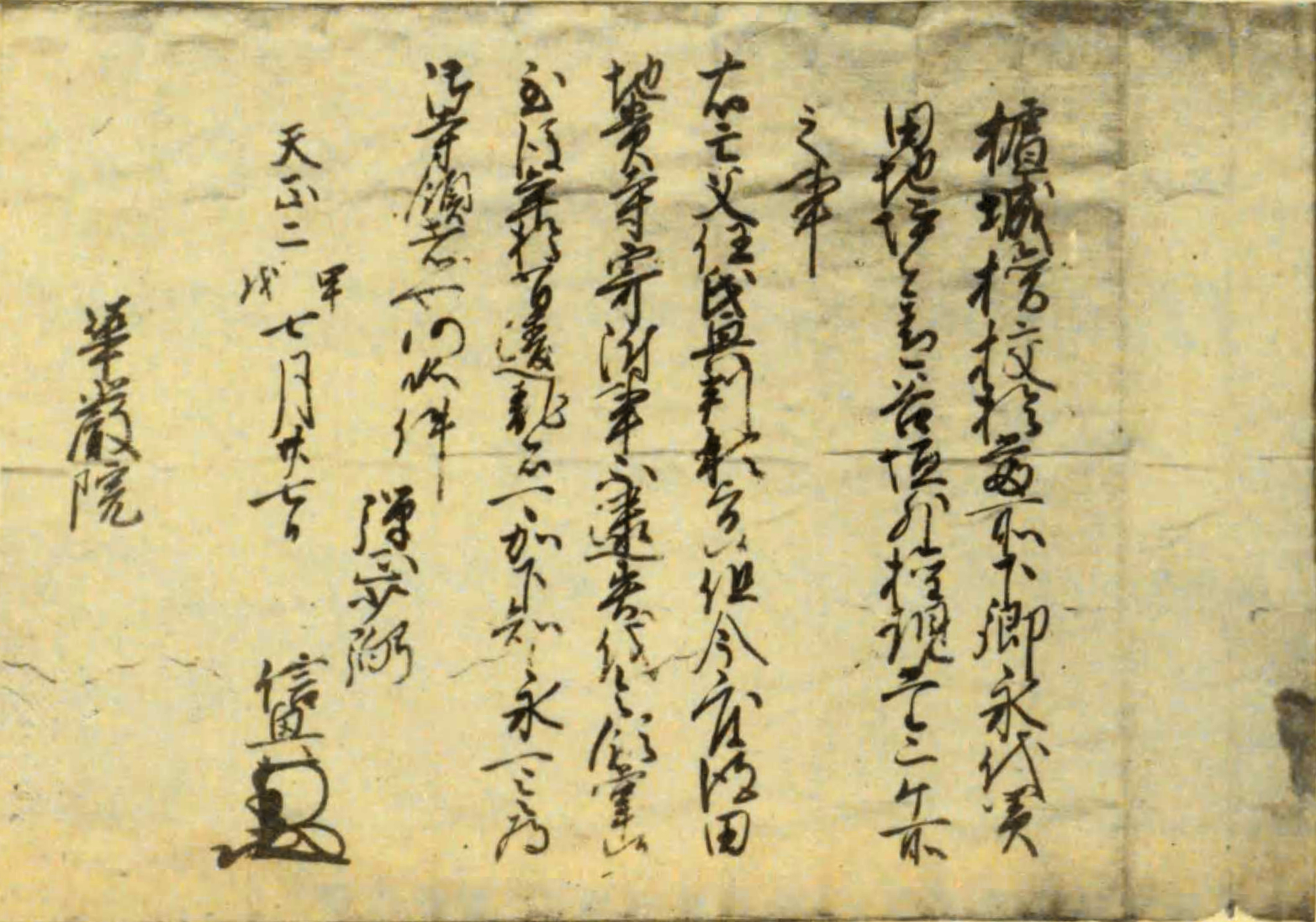
華嚴院への判物（『小笠原信興判物』天正2年7月27日、華嚴院蔵）

今川義元とその子である今川氏真に仕えるが、永禄11年（1568年）に甲斐国の武田信玄による駿河侵攻により今川氏が没落すると、遠江国の支配を今川氏から奪った三河国の徳川家康に属する。家康に仕えてから対武田氏の最前線を務め、元亀元年（1570年）の越前国での金ヶ崎の戦い、近江国での姉川の戦いなどにも徳川方の一角として参加して武功を挙げた。
元亀3年（1572年）に武田信玄による徳川領国への侵攻が開始されると、10月21日には駿河方面から侵攻してきた信玄本隊の攻撃を受けて降伏している。しかし武田軍の撤退後は再び徳川方に帰参したとみられる。
天正2年（1574年）6月、武田勝頼が大軍を率いて再び高天神城に攻めて来た（第一次高天神城の戦い）。守将の氏助らが家康に援軍を要請したが、家康はこの要請に応えず、家康は信長に援軍を要請したが、信長も援軍を全く出さなかった。2か月ほどの籠城戦で城は武田方の力攻めのために郭がひとつ、またひとつと陥落し将兵も多く戦死、城は主郭を残すのみとなったため、将兵の命と引き換えに氏助は勝頼に降伏し、城は開城となった。勝頼は開城後の将兵を寛大に扱い、武田に帰属する気になった者は配下に加え、徳川に帰参を希望した者はその身柄を自由にさせた。氏助は勝頼から偏諱を賜り、以後「弾正少弼信興」と名乗った。

### 武田家臣として

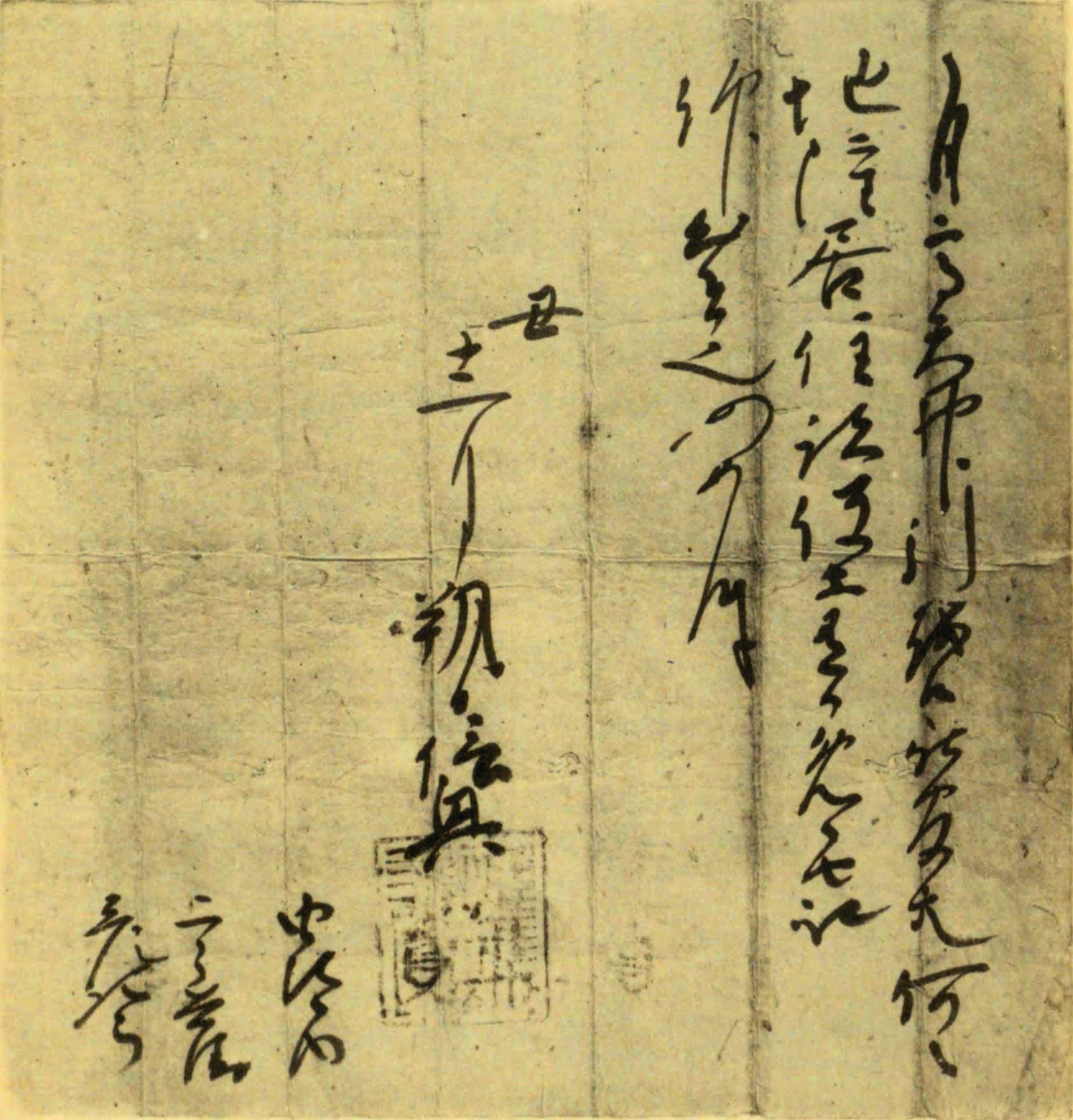
本間家への朱印状（『小笠原信興朱印狀』天正5年12月1日、個人蔵）

武田氏に下った後も信興は高天神城を安堵され、領内の寺領・社領安堵を執り行っている。その後天正3年（1575年）5月に長篠の戦いで武田軍が織田・徳川連合軍に大敗すると、徳川軍の反攻に対抗するため高天神城の防衛強化を図るべく、信興は同年10月から翌年11月の間に駿河国富士郡重須に10000貫にて転封されている。
高天神城主を離れて以降は、駿河東部における動向が確認される。天正6年（1578年）9月に勝頼が高天神城に輸送を行おうとし、これを阻止するために家康と松平信康が馬伏塚城に進出し牽制した。武田方は大須賀康高が守る横須賀城を攻めたが、この際の武田勢の先鋒が小笠原信興だったとされる。また武田氏と後北条氏が抗争を開始すると、駿河三枚橋城に曾根河内守の元で後北条氏との戦闘に従事し、同9年（1581年）8月には須津（現・富士市）に帰陣していることが確認されている。
天正10年（1582年）の武田氏滅亡後の動向は不明。『北条記』によれば、北条氏政を頼って小田原に逃れたが、ここで織田信長の命令を受けた氏政によって殺されたとされている。別の資料では氏政の庇護を受けたものの、天正18年（1590年）に豊臣秀吉の征伐を受け北条氏が滅亡した際、家康によって捕らえられ、過去の降伏の罪を咎められ処刑されたとされている。これとは別に、小牧・長久手の戦いなどの羽柴秀吉と徳川家康が緊張状態にあった頃、徳川氏は北条氏と同盟関係を結び、婚姻縁戚関係となったが、信興が北条氏に匿われ鎌倉に隠棲していることを知った家康が要望したことにより、北条氏によって処分された、とされる説がある。いずれにせよ、末期を証明する確たる史料は見つかっていない。
高天神小笠原氏はその後、叔父の小笠原義頼が家督を相続したとされる。